# Charles Combes
Charles-Pierre-Mathieu Combes (ur. 26 grudnia 1801 w Cahors, zm. 10 stycznia 1872 w Paryżu) – francuski inżynier. Był inspektorem generalnym francuskich kopalń oraz dyrektorem górniczej szkoły wyższej École nationale supérieure des mines de Paris.

## Życiorys
Był absolwentem École Polytechnique a następnie szkoły górniczej. Trzyletni kurs ukończył w ciągu jednego roku. Po kilku latach pracy jako nauczyciel matematyki rozpoczął pracę w École nationale supérieure des mines de Paris. Pracował m.in. nad wentylacją kopalń w Belgii.

## Hołd
- Odznaczony Legią Honorową
- Jego nazwisko pojawiło się na liście 72 nazwisk na wieży Eiffla[4].
- Jest kawalerem Orderu Domowego pw. świętych Maurycego i Łazarza.
- Kawaler belgijskiego Orderu Leopolda[3]